# Proces podepozycyjny
Proces podepozycyjny – destrukcja istniejących pierwotnie układów na stanowisku archeologicznym. Destrukcja często zachodzi na 
skutek działalności człowieka. Na przykład w przypadku stanowisk długo zamieszkiwanych, starsze warstwy były niszczone przez wkopywanie się w nie. Kamienne cegły starych budowli mogły być ponownie wykorzystywane przy budowie nowych obiektów. Również poszukiwacze skarbów i rabusie mogli niszczyć stanowiska archeologiczne. Niejednokrotnie planowane inwestycje i głęboka orka mogą stanowić zagrożenie dla stanowiska archeologicznego. Orka niszczy warstwy, ułatwia dostęp tlenu co zmienia temperaturę i potęguje działanie deszczu i wiatru. Inwestycja w postaci budowy dużego obiektu może całkowicie zniszczyć stanowisko. Stanowisko jest także przekształcane przez zwierzęta i rośliny (dżdżownice, korzenie). Erozja także jest elementem procesu podepozycyjnego. Erozja niszczy zabytki znajdujące się na powierzchni ziemi. Erozja gleby powoduje odsłonięcie ukrytych dotąd zabytków i ich niszczenie. Z kolei agradacja jest korzystna dla zabytków. Procesy podepozycyjne zmieniają i przekształcają stanowisko. Część kontekstu jest zmieniana, a część pozostaje bez zmian - powstaje skomplikowana sytuacja. 
Wykopaliska także są częścią procesu podepozycyjnego ponieważ niszczą istniejące układy. Z przyczyn technicznych nie jest możliwe pozyskanie w czasie wykopalisk wszystkich możliwych informacji jakie kryje stanowisko. Konieczne jest prowadzenie takich badań, aby stracić jak najmniej informacji, które mogą przepaść bezpowrotnie.